# Apart Together
Pour plus de détails, voir Fiche technique et Distribution.
Apart Together (團圓, Tuán yuán) est un film dramatique chinois réalisé par Wang Quan'an et sorti le 21 octobre 2010.
Le film a reçu l'Ours d'argent du meilleur scénario au Festival international du film de Berlin en 2010. 

## Synopsis
En 1949, à la fin de la guerre civile chinoise, Liu, soldat dans l'armée nationaliste, part se réfugier à Taïwan alors coupé de la Chine continentale. Il a laissé derrière lui sa femme Qiao Yue, enceinte de leur enfant. Cinquante ans plus tard, il retourne à Shanghai où il retrouve son amour de jeunesse et lui propose de venir vivre avec lui. Mais Qiao Yue a refait sa vie... Saura-t-elle choisir entre ses deux amours ?

## Fiche technique
- Titre : Apart Together
- Titre original : 團圓, Tuán yuán
- Réalisation : Wang Quan'an
- Scénario : Wang Quan'an et Na Jin
- Producteur exécutif général : Wang Jun
- Producteurs exécutifs : Ma Rui et Sun Yian
- Image : Lutz Reitemeier
- Chef décorateur : Yu Bai Yang
- Son : Shen Jian Qin
- Lumière : Daniel Pauseli Us
- Montage : Wang Quan'an
- Musique : Ma Peng
- Pays d’origine :  Chine
- Format : Couleurs  - 35 mm - 1,85:1 -  Son Dolby numérique

## Distribution
- Qiao Yu-e : Lisa Lu
- Lu Shanmin : Xu Caigen
- Liu Yansheng : Ling Feng
- La petite fille : Monica Mo
- La fille ainee : Ma Xiao Qing
- La fille cadette : Jin Na
- Le fils : Yubai Yang